# Sciadia torvaria
Sciadia torvaria là một loài bướm đêm trong họ Geometridae.